# WR 102

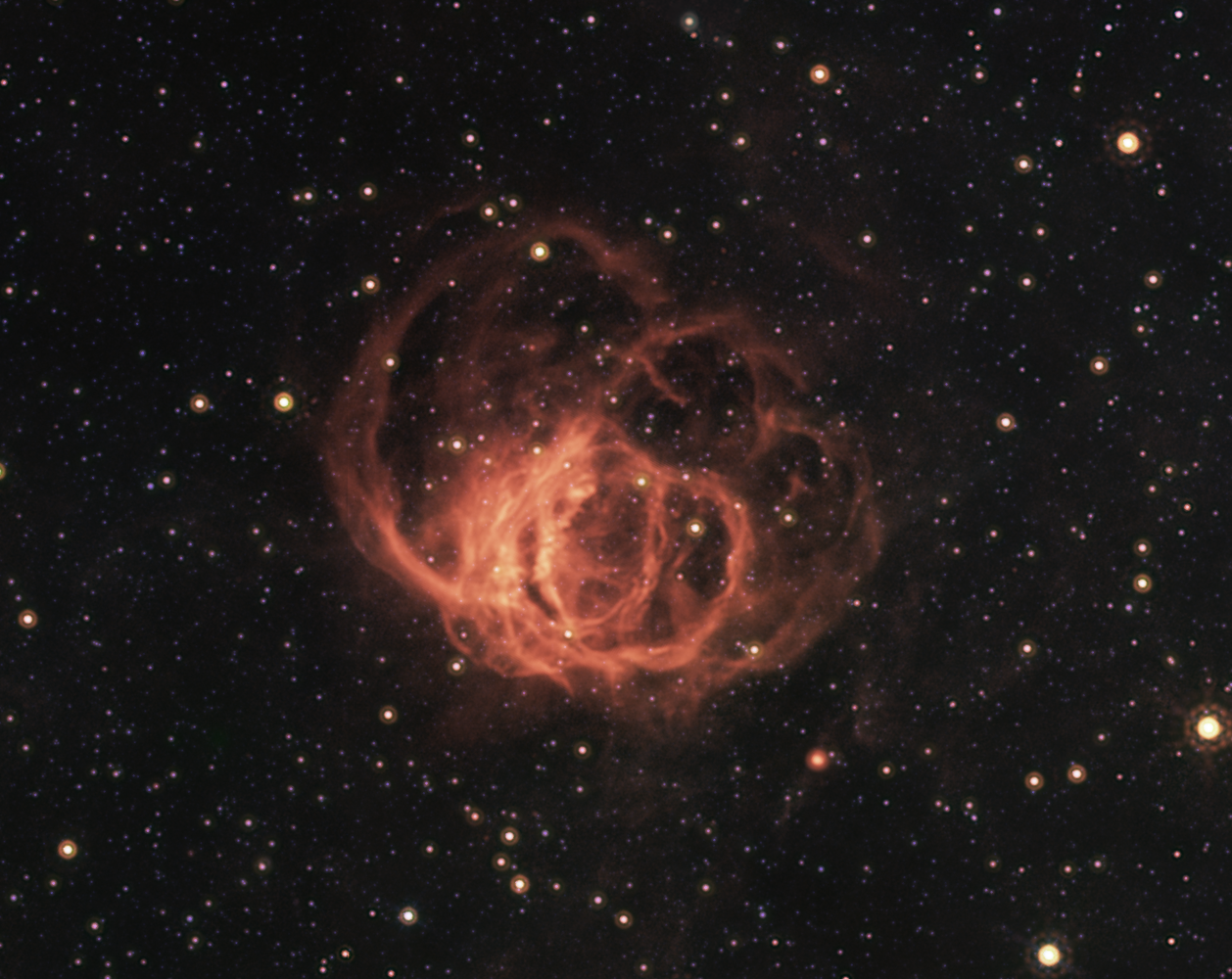
De nevel rondom WR 102

WR 102 is een O hoofdreeks-Wolf-Rayetster en staat bekend als de heetste, bekende, ster in het universum. Vanaf de aarde gezien staat de ster in het sterrenbeeld Boogschutter.
Vergelijkbare sterren zijn: WR 142, WR 30A, 93B en de witte dwerg in het centrum van de Kevernevel.

## Ontdekking
WR 102 werd in 1971 ontdekt. De ster werd toen gezien als de tegenhanger van GX 3+1 (ook bekend als Sgr X-1, een röntgenbron). Uit verder onderzoek bleek echter dat het om een zelfstandig object moest gaan. In 1982 werd WR 102 samen met nog vier andere sterren een eigen klasse van sterren.
Er zijn acht vergelijkbare Wolf-Rayetsterren ontdekt. Vier van hen bevinden zich in de Melkweg, vijf liggen er buiten.

## Eigenschappen
De ster is een van de heetste sterren die bekend is bij de wetenschap. De atmosfeer van de ster heeft een effectieve temperatuur van 210.000 K, dat is ongeveer 35 keer hoger dan die van de Zon. De brandstof van WR 102 wordt razendsnel opgemaakt met ongeveer 1 keer het gewicht van de Zon per 10.000 jaar. Hoewel WR 102 tot wel 360.000 keer feller schijnt dan de Zon, is deze niet zichtbaar met het blote oog, deze staat namelijk op een afstand van 8.480 lichtjaar van de Aarde. De ster heeft een massa van 16,7 keer de zon en een diameter van 0,52 keer onze zon.
In de kern van WR 102 vindt geen waterstoffusie meer plaats, maar andere elementen worden er geproduceerd. In de kern vindt er fusie plaats van atomen zoals koolstof, neon en zuurstof.
Rondom WR 102 is een gaswolk zichtbaar. Dit zou het restant van de buitenste laag van de zon kunnen zijn. Deze laag werd afgestoten toen de ster stopte met de waterstoffusie.
WR 102 heeft volgens een onderzoek uit 2015 van alle Wolf-Rayetsterren de grootste kans om in de nabije toekomst super nova te gaan, want de ster zou in de kern al helium aan het verbranden zijn. Door de afstand tot de aarde, is deze gebeurtenis nog niet waargenomen, maar het zou heel goed kunnen dat de ster wel al super nova gegaan is.